# 基拉·瓦尔肯霍斯特

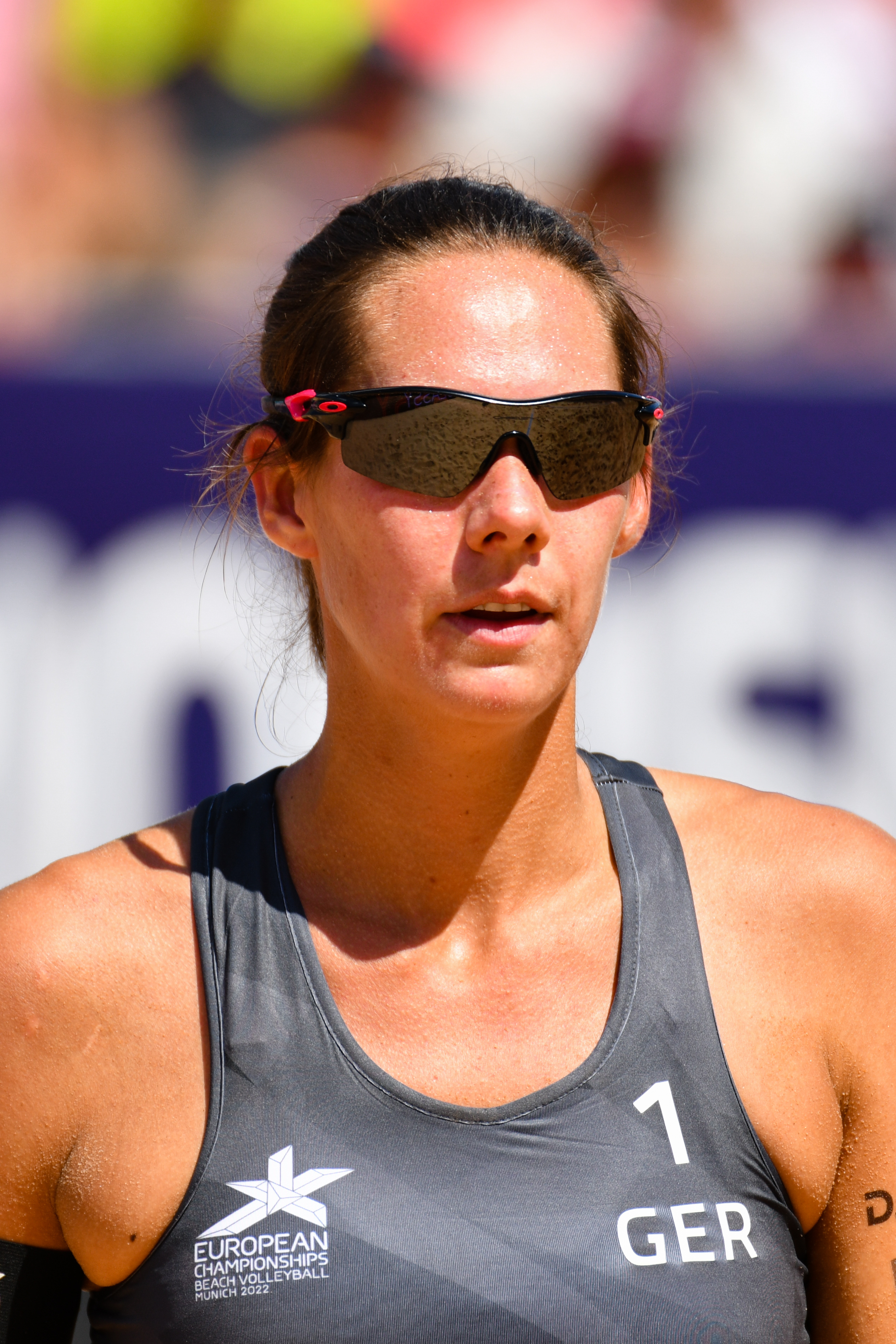
基拉·瓦尔肯霍斯特 (2022年)

基拉·瓦尔肯霍斯特（德語：Kira Walkenhorst，1990年11月18日—），德国女子沙滩排球运动员。她曾代表德国参加2016年夏季奥林匹克运动会沙滩排球比赛，搭档劳拉·路德维希获得一枚金牌。